# Selenops trifidus
Selenops trifidus is een spinnensoort in de taxonomische indeling van de Selenopidae.
Het dier komt alleen voor op Navassa.
Het dier behoort tot het geslacht Selenops. De wetenschappelijke naam van de soort werd voor het eerst geldig gepubliceerd in 1948 door Elizabeth Bangs Bryant.